# Acropyga meermohri
Acropyga meermohri är en myrart som först beskrevs av Staercke 1930.  Acropyga meermohri ingår i släktet Acropyga och familjen myror. Inga underarter finns listade i Catalogue of Life.